# قاي بويد
قاي بويد (بالإنجليزية: Guy Boyd)‏ هو نحات أسترالي، ولد في 12 يونيو 1923 في Murrumbeena, Victoria ‏ في أستراليا، وتوفي في 26 أبريل 1988 في ملبورن في أستراليا.